# Ó, testvér, merre visz az utad?
Az Ó, testvér, merre visz az utad? (eredeti cím: O Brother, Where Art Thou?) 2000-ben bemutatott francia–amerikai–brit filmvígjáték. Rendezők Joel Coen és Ethan Coen. Főszereplők  George Clooney, John Turturro és Tim Blake Nelson.
A történet 1937-ben játszódik Mississippi államban (USA) a nagy gazdasági világválság idején. Három összeláncolt szökött fegyenc váratlan kalandokba keveredik, miközben megpróbálnak elérni arra a helyre, ahol egyikük 1,2 millió dollár értéket ásott el. A film műfaja szatíra. Nagyon lazán kapcsolódik Homérosz Odüsszeia című művéhez, de ennek ismerete nem szükséges a film befogadásához.
A film címe utalás Preston Sturges rendező 1941-es Sullivan utazásai című filmjére, amiben a főhős megpróbál egy társadalomkritikus filmhez tapasztalatokat szerezni az 1937-es nagy gazdasági világválság idején. A film címe O Brother, Where Art Thou? lenne.
A filmben felhangzó amerikai népzene zenei albuma Grammy-díjat kapott 2001-ben.
Magyarországi bemutató: 2000. október 12.

## Cselekmény
1937, Mississippi állam, USA.
Ulysses Everett McGill (George Clooney), Pete (John Turturro), és Delmar O’Donnell (Tim Blake Nelson) vasláncokkal a lábukon megszöknek az útépítésről, ahol a többiekkel együtt dolgoztak.
Ulysses azzal vette rá a szökésre a többieket, hogy elásta valahol az utolsó rablásából származó 1,2 millió dollárt. Mindössze négy napjuk van rá, hogy odaérjenek, aztán a területet gátépítés miatt elárasztja a víz (helyén az Arkabutla tó alakult ki). Az útjuk elején egy tehervonatra kapaszkodnak fel, ahol néhány hobó utazik. Csak Ulyssesnek sikerült felugrania, a többieknek nem, és ezért hamarosan leesik a lábához rögzített lánc miatt. Nemsokára egy vak néger (Lee Weaver) közeledik a síneken egy kézi hajtánnyal, aki felveszi őket és megjósolja nekik, hogy sok váratlan kalandban lesz részük, például egy tehenet fognak látni egy ház tetején.
Pete rokonához, Wash Hogwallophoz (Frank Collison) mennek, aki el tudja távolítani a láncokat. Az éjszaka közepén azonban körülveszi a csűrt a rendőrség Cooley seriff vezetésével (Daniel von Bargen), mert Wash pénzért elárulta őket. A rendőrök felgyújtják a csűrt, de a rendőrségi teherautó is kigyullad, ami tele van lőszerrel, így sikerül elmenekülniük.
Reggeli közben az erdőben fehérbe öltözött emberek vonulását veszik észre, akik a folyópartra tartanak, ahol megkeresztelik őket. Pete és Delmar is kedvet kap a dologhoz, mivel az bűnbocsánattal jár.
Lopott autóval haladnak tovább. Egy útkereszteződésben fiatal néger fiút, név szerint Tommy Johnsont (Chris Thomas King) veszik fel, aki a gitárjával egy rádióállomáshoz tart, mivel ott az éneklésért jó pénzt fizetnek. Elmondása szerint éjszaka az ördöggel szerződést kötött, aki a lelkéért cserébe a legjobb gitárossá tette. Tommy  úgy írja le az ördögöt, hogy: „fehér ember, üres szemekkel és tompa hanggal”. Ulysses meglátja a pénzkereseti lehetőséget, és ők is a fiúval tartanak. Különösen kedvezővé válik a helyzet, amikor kiderül, hogy az állomás üzemeltetője vak ember (Stephen Root), aki néger énekeseket keres. Nosza, akkor ők is négerek, a „Sáros seggű fiúk” (angolul: Soggy Bottom Boys). A gitáros kíséretével előadnak egy jól ismert dalt, a Man of Constant Sorrow-t, majd továbbmennek. A dal később a rádióban nagy slágerré válik.
A felvétel után elszakadnak Tommytól. Felveszi őket a kocsijára egy rendőrség elől menekülő, lövöldöző bankrabló „Baby Face” (=babaarcú) Nelson (Michael Badalucco) (akit nem érdekel a pénz, csak híres akar lenni).
Egy patak partján három fiatal, éneklő nőt látnak, akik leitatják őket. Reggel Pete ruhái a földön hevernek, de Pete nincs sehol, a ruhából egy béka mászik elő. Delmar megfogja a békát és egy kosárban magukkal viszik, mert Delmar azt hiszi, hogy Pete az.
Egy félszemű, szélhámos bibliaárus, Big Dan Teague (John Goodman) elcsalja őket piknikezni, leüti és kirabolja őket, a békát összenyomja a kezével.
Everett és Delmar megérkeznek Everett városába, ahol egy boltban Everett feleségével, Penelopéval (Holly Hunter) találkoznak, aki egy másik férfihoz, Vernon T. Waldriphoz (Ray McKinnon) akar férjhez menni. A férfi az egyik helyi kormányzójelölt, Homer Stokes (Wayne Duvall) kampányfőnöke. Penelope nem akarja visszafogadni, és a hat lányának azt mondta, hogy az apjukat elütötte a vonat és meghalt.
Everett és Delmar egy moziba ülnek be, ahová rabokat hoznak, köztük van Pete is. Őt a „szirének” árulták el a fejére kitűzött vérdíjért. Everett és Delmar megszöktetik a börtönből. Pete elmondja, hogy elárulta a „kincs” helyét a vallatásnál. Ekkor azonban Everett bevallja, hogy a kincs nem létezik, ő csak a feleségét akarta visszaszerezni, mert megtudta, hogy néhány nap múlva férjhez akar menni. „Kincs”-ről csak azért beszélt, hogy a többiek vele menjenek, egyedül nem tudott volna megszökni, hiszen össze voltak láncolva. Pete rendkívül dühös lesz, mivel neki már csak hét hete lett volna hátra a büntetéséből, így viszont még 50 évet kap. Miközben ezen veszekszenek, az erdőben egy nagy létszámú Ku Klux Klan összejövetelbe botlanak. Észreveszik, hogy elkapták Tommyt, és fel akarják akasztani. A trió leüt három klántagot és a ruháikban zászlóhordozóként a Tommyt kísérő klántagok mögött mennek az akasztófa felé. Amikor odaérnek, Big Dan, az egyik klántag felismeri őket. Everett elvágja a hatalmas égő kereszt tartózsinórját, így az a klántagokra zuhan, és minden bizonnyal agyonnyomja Big Dant is. Zűrzavar tör ki, eközben kiszabadítják Tommyt. A gyűlést vezető Grand Wizard nem más, mint Stokes.
Everett meggyőzi Pete-et, Delmart és Tommyt, hogy segítsenek neki visszaszerezni a feleségét és a gyerekeit. Belopóznak a Stokes által szervezett kampányvacsorára, és ott hosszú szakállt felvéve zenészeknek álcázzák magukat. A színpadra mennek, Everett onnan próbálja rábeszélni Penelopét, hogy most már tisztességes munkából akar megélni, menjenek el és kezdjenek új életet. Penelope nem hallgat rá. A triónak hirtelen zenélnie kell, ezért eljátsszák a rádióban előadott dalukat, ami hatalmas sikert arat, a nézők állva tapsolnak nekik. Ekkor érkezik meg Stokes, aki viszont „színes bőrű”-nek titulálja őket, akik korábban megzavartak egy rendezvényt és leállíttatja a zenét. A fehér felsőbbrendűségről kezd beszélni, a nézők egy idő után ellene fordulnak, megdobálják, és eltávolítják Stokes-t, egy gerendára ültetve. Ekkor Pappy O'Daniel (Charles Durning), a jelenlegi kormányzó, aki addig vesztésre állt népszerűség tekintetében, meglátja a lehetőséget, felmegy a színpadra, és együtt énekel a „Sáros seggű fiúk”-kal. A közönség tombol. A dal végén a kormányzó kegyelmet ad nekik. A műsort a rádió is közvetíti.
Penelope ezek után visszafogadja Everettet, de azzal a feltétellel, hogy az eredeti gyűrűt fogja viselni.
A vacsoráról távozóban az örömittas George Nelsont veszik észre, akit elfogtak a rendőrök, és nagy tömeg kíséri. George Nelson örül, hogy elérte célját, híres lett és azt se bánja, hogy villamosszékbe kerül.
A trió elindul, hogy megtalálják a gyűrűt egy viskó környékén abban a völgyben, amit Everett korábban a „kincs” helyeként jelölt meg. Itt azonban utoléri őket Cooley seriff az embereivel, aki végig a nyomukban volt. A helyszínen fel akarják akasztani őket. Everett hiába mondja, hogy kegyelmet kaptak, amit a rádió is bemondott. Utolsó kívánságként Everett elmond egy imát (bár a történet alatt végig hangsúlyozza, hogy nem vallásos). Ekkor elönti a völgyet a víz, ami mindent elsodor. A rabok újból kiszabadulnak. Tommy megtalálja a gyűrűt egy asztalban, ami a vízen úszik. A csapat egy tehenet lát egy ház tetején állni (ezt az útjuk elején a vak néger megjósolta).
Penelope azonban azt mondja, hogy ez nem az a gyűrű, ezzel nem hajlandó férjhez menni. Everett hiába győzködi, hogy a völgyben már minden több méter víz alatt áll, a tó területe 9000 hektár, és lehetetlen bármit is megtalálni. Miközben ezen veszekszenek, hat lányuk egy spárgát fogva mennek utánuk, a hetediket (aki nem Everettől van, Penelope viszi). A vonatsínen a történet elején látott vak néger távolodik egy kézi hajtánnyal (tehát ha rajta maradtak volna, egyenesen ide érkeznek).

## Szereposztás
| Karakter               | Színész           | Szinkronhang         | Megjegyzés |
| ---------------------- | ----------------- | -------------------- | --- |
| Ulysses Everett McGill | George Clooney    | Szabó Sipos Barnabás | Engedély nélküli joggyakorlás miatt ítélték el. Társainak azt mondja, hogy kirabolt egy páncélautót, és az ott talált 1,2 millió dollárt elrejtette. |
| Delmar O`Donnell       | Tim Blake Nelson  | Balázsi Gyula        | Kisstílű bűnöző, 32 éves. Egy bank kirablása miatt ítélték el. Delmar a „kincs” rá eső részéből szeretné visszavásárolni a családi farmot és azon gazdálkodni. |
| Pete Hogwallop         | John Turturro     | Schnell Ádám         | Múltjáról keveset árul el, 34 éves. Hisz a becsületben, még azután is, hogy rokona, Washington B. Hogwallop pénzért elárulja őket. A „kincs” rá eső részéből éttermet szeretne nyitni, ahol ő lenne a főpincér.                                                              |
| Tommy Johnson          | Chris Thomas King | Crespo Rodrigo       | Gitáron játszó blues-zenész. A valóban élt Tommy Johnson gitárosról mintázták, aki szerette hangoztatni, hogy azért tud olyan jól játszani, mert eladta a lelkét az ördögnek. (az indoklást több blues-zenész is a magáénak tulajdonítja).                                   |
| Big Dan Teague         | John Goodman      | Koroknay Géza        | Bibliaeladásból élő ügynöknek mondja magát. Tagja a Ku-Klux-Klannak. Jobb szemére vak, ezt bőrdarab takarja. A mintájául szolgáló valóságos személy az a vándorló bibliaárus lehetett, aki becsapott egy asszonyt Flannery O’Connor Good Country People című elbeszélésében. |
| Penelope McGill        | Holly Hunter      | Madarász Éva         | Everett volt felesége. |
| Pappy O'Daniel         | Charles Durning   | Faragó András        | Alakját valószínűleg W. Lee "Pappy" O’Danielről mintázták. A fiát és kampánymenedzsereit gyakran szidja. |
| Cooley seriff          | Daniel von Bargen |                      | Végig a trió nyomában van. Jól illik rá Tommy Johnson leírása az ördögről (a szemei nem látszanak, mert nagy méretű, sötét szemüveget hord). Egy nyomkereső vérebbel jár. |
| Homer Stokes           | Wayne Duvall      |                      | Reformokat ígérő kormányzójelölt, a Ku-Klux-Klan helyi vezetője. A kampányban egy törpe segíti. |
| Vernon T. Waldrip      | Ray McKinnon      |                      | Penelope kérője, Homer Stokes kampányának menedzsere. A karakter neve főhajtás lehet Howard Waldrop regényíró felé, akinek A Dozen Tough Jobs című regénye volt az egyik inspirációja a filmnek.                                                                             |
| Baby Face Nelson       | Michael Badalucco | Bognár Tamás         | Bipoláris zavarban szenvedő bankrabló. |
| Mr. Lund               | Stephen Root      | Bácskai János        | Vak rádiómenedzser, aki felveszi a trió és a gitáros számát, a Man of Constant Sorrow-t, ami szinte azonnal slágerré válik. |
| Vak férfi              | Lee Weaver        |                      | Vasúti kézihajtánnyal közlekedik. Megjósolja a trió sorsát, de bizonyos részleteket nem árul el nekik. |

## Fogadtatás
A filmet pozitívan fogadták a kritikusok. A Rotten Tomatoes 77%-ra értékelte 145 kritika összegzése alapján. Egyesek[forrás?] Homérosz Odüsszeia című művének modernkori feldolgozásának tartják, de ahhoz csak nagyon lazán kapcsolódik.
Roger Ebert, a Chicago Sun-Times ismert filmkritikusa 2,5 csillagot adott a lehetséges 4-ből. Szerinte a jó ötletek nem igazán állnak össze egésszé.

## Díjak, jelölések
- 2000: Cannes – Arany Pálma jelölés: Joel Coen
- 2000: Európai Filmakadémia – Legjobb nem európai film jelölés: Joel Coen
- 2000: Oscar-díj – Legjobb operatőr jelölés: Roger Deakins
- 2001: Golden Globe-díj – Legjobb film – zenés film és vígjáték kategória jelölés
- 2001: Golden Globe-díj – Legjobb színész – zenés film és vígjáték kategória: George Clooney

## Forgatási helyszínek
A külső felvételeket többnyire az eredeti helyszínen, Mississippi államban forgatták, Canton közelében, illetve Florence mellett Dél-Karolina államban.
Egyéb helyszín volt a Universal Studios „Falls Lake, Backlot, Universal Studios – 100 Universal City Plaza” nevű helye Kaliforniában.

## Forgatási körülmények
A film egyik lényeges jellemzője az utólagosan végzett, digitális színkorrekció, aminek eredménye a környezet szépia-szerű tónusa, az emberi bőr természetes színének megtartása mellett.
Ethan és Joel száraz, poros kinézetet szerettek volna elérni, [a Mississippi-deltára jellemző] aranyló naplementékkel. Azt szerették volna, hogy az egésznek olyan kinézete legyen, mintha  régen, kézzel színezte volna valaki.
Ez volt az ötödik együttműködés a Coen fivérek és Deakins között. A forgatást úgy időzítették, hogy
a termesztett növények, a fű, a bokrok és a fák buja zöldben pompázzanak.
Próbafelvételek után, mik között kipróbálták a bipack és bleach bypass technikákat is, Deakins digitális feldolgozást javasolt. Deakins ezután 11 hetet töltött a kinézet finomhangolásával, aminek során a zöld növényzet kiégett, sárgás színt kapott és a képek „deszaturáció”-jával foglalkozott.
Ez volt az első olyan mozifilm, aminek teljes egészében digitális korrekciót alkalmaztak (nem sokkal meghaladva Nick Park filmjét, a Chicken Run-t).
Az eljárás a filmipar köreiben legendássá vált, mert e technológia kipróbálatlan volt, azonban Coenék, Deakins és a gyártást felügyelő David Diliberto kérlelhetetlenül dolgozott azon, hogy a kívánt kinézetet elérjék.
Deakinst Oscar-díjra jelölték, illetve az ASC (American Society of Cinematographers – operatőrök amerikai szövetsége) is jelölte „kiemelkedő teljesítmény” kategóriában.
Ez volt az első olyan film, amiben digitális feldolgozást alkalmaztak ugyan, de filmtrükköket nem. Az utómunkálatok Los Angelesben zajlottak, ezt a Cinesite cég végezte.

## Zenéje
A filmben felhangzó zenék túlnyomó része az arra a korra jellemző népzene, aminek egyik előadója például a Virginia állambeli bluegrass énekes, Ralph Stanley. A zenei válogatás vallásos zenét is tartalmaz, ilyen a folyóbeli kereszteléskor hallható ének, vagy a tradicionális afro-amerikai gospel (például a Fairfield Four), vagy az a cappella előadásban hallható ének (ami már 1921-ben is ismert volt), vagy a történet vége felé a sírásók által énekelt dal.
A dalok egy része siratóének vagy más hátborzongató dal (=makabra), ami gyakran az Appalache-hegység környéki zenében fordul elő (O Death, Lonesome Valley, Angel Band). Ezzel ellentétben előfordulnak a filmben vidámabb dalok is (Keep On the Sunnyside).
A Ku-Klux-Klan tagok is énekelnek (a tervezett lincselés előtt), amit ütemes lábdobogással kísérnek.

### A „Sáros seggű fiúk”
A „Sáros seggű fiúk” (eredetileg angolul: Soggy Bottom Boys) a három főszereplő által kitalált zenei énekegyüttes. A név tisztelgés a valóságosan létezett Foggy Mountain Boys együttes előtt (=„ködös hegységbeli fiúk”), ami egy bluegrass zenekar volt, vezetőik Lester Flatt és Earl Scruggs. Az együttes slágere volt Dick Burnett szerzeménye, a Man of Constant Sorrow, aminek akkoriban nagy sikere volt.
A „Sáros seggű fiúk” énekhangjait Dan Tyminski (a "Man of Constant Sorrow" együttes vezető énekese), a nashville-i dalszerző, Harley Allen és a Nashville Bluegrass Band-ből Pat Enright kölcsönözték. Ők hárman Country Music Association-díjat kaptak „az év kislemeze” kategóriában, és Grammy-díjat a „legjobb country ének” kategóriában, mindkettőt a Man of Constant Sorrow  dalért.
Tim Blake Nelson énekli az In the Jailhouse Now-t.
A  Man of Constant Sorrow-nak öt változata van, kettő elhangzik a filmben, egy a zenei videón, és kettő a zenei lemezen.
Bár a dal sikeres volt a film bemutatása után, rádióban kevésszer volt hallható. Az amerikai Hot Country Singles & Tracks népzenei listán a 35. helyig jutott 2002-ben.
A film bemutatása után a kitalált zenekar olyan népszerű lett, hogy a filmben közreműködő zenészek,  Ralph Stanley, John Hartford, Alison Krauss, Emmylou Harris, Gillian Welch, Chris Sharp és mások összeálltak és előadták a film zenei anyagát egy koncertturnén,  „Down from the Mountain” címmel. Az előadásokból készült filmet a tv bemutatta Amerikában és DVD is megjelent belőle.
Az I'll Fly Away dal filmben felhangzó változatát nem Krauss és Welch adják elő, ahogy a CD-n áll, hanem a Kossoy Sisters, akiket Erik Darling kísér 5-húros, hosszúnyakú bendzsón. A felvétel 1956-ban készült a Tradition Records-nál, az album címe Bowling Green volt.
Tommy, aki gitárjával a rádiófelvételre megy, és így lehetővé teszi a „Sáros seggű fiúk” megszületését, valós személyről lett mintázva, ő a delta blues gitáros  Tommy Johnson.

## Fordítás
- Ez a szócikk részben vagy egészben  az   O Brother, Where Art Thou? című angol Wikipédia-szócikk fordításán alapul.  Az eredeti cikk szerkesztőit annak laptörténete sorolja fel. Ez a jelzés csupán a megfogalmazás eredetét és a szerzői jogokat jelzi, nem szolgál a cikkben szereplő információk forrásmegjelöléseként.